# Den Lette Brigades angreb
Den Lette Brigades angreb var et katastrofalt britisk kavaleriangreb under slaget ved Balaklava den 25. oktober 1854 under Krimkrigen.
Angrebet huskes hovedsagelig på grund af Alfred Tennysons digt af samme navn, med de berømte linjer: Theirs not to reason why / Theirs but to do and die, der har gjort angrebet til et symbol på krigsførelse i dens modigste og mest tragiske form.

## Angrebet
Angrebet blev udført af den Lette Brigade fra det britiske kavaleri. Brigaden bestod af 4. og 13. Light Dragoons, 17. Lancers og 8. og 11. Hussars. De blev kommanderet af generalmajor James Brudenell, jarl af Cardigan.
Den Lette Brigade var sammen med den Tunge Brigade, der bestod af 4. Royal Irish Dragoon Guards, 6. Eniskillen Dragoons og Scots Greys under kommando af generalmajor James York Scarlett de primære britiske kavaleristyrker under slaget ved Balaklava.
Den overordnede kommando med kavaleriet lå hos Jarlen af Lucan.
Lucan modtog en ordre fra den øverstkommanderende for hæren, Lord Raglan: "Lord Raglan ønsker, at kavaleriet bevæger sig til fronten i hast, følger fjenden og forsøger at forhindre ham i at føre sine kanoner bort." Ordren blev bragt til Lucan af kaptajn Louis Edward Nolan, der kan have medført yderligere mundtlige instruktioner, men det vides ikke, da han blev dræbt under angrebet.
Efter at have modtaget ordren førte Cardigan sine 673 kavalerister direkte ind i dalen mellem Fadyukhin Højderne og Causeway Højderne. Dalen blev senere døbt "Dødens Dal" af Tennyson. De russiske styrker blev kommanderet af Pavel Liprandi og var på omkring 20 bataljoner infanteri støttet af over 50 artilleri pjecer. De var opstillet på begge sider og for enden af dalen.
Det lader til, at ordren blev forstået af Cardigan således, at det var kanonerne i bunden af dalen omkring 1,5 km borte, der var målet. Raglan havde imidlertid ment nogle artilleristillinger i bakkerne på dalens venstre side (fra kavaleriets synspunkt). Disse stillinger var klart synlige fra Raglans position, men ikke fra den Lette Brigades, der befandt sig i bunden af dalen.
Da brigaden begyndte sit angreb igennem dalen, kunne man se kaptajn Nolan fare frem langs fronten muligvis i et forsøg på at stoppe dem, men han blev dræbt af en artillerigranat.
Den Lette Brigade trængte ind på de russiske styrker for enden af dalen, men led svære tab og var snart tvunget til at trække sig tilbage. Lucan ydede ingen støtte til Cardigan. Det har fået flere til at mene, at han var motiveret af had til sin svoger, lord Cardigan. Tropperne fra den Tunge Brigade rykkede ind i dalen, men kom ikke langt. Det franske kavaleri, Chasseurs d'Afrique, var mere effektivt. Det brød den russiske linje på Fedyukhin Højderne og dækkede den Lette Brigades tilbagetog.
Cardigan overlevede angrebet. Uanset rygterne om, at han slet ikke deltog, anførte han angrebet uden på noget tidspunkt at se sig tilbage, hvorfor han heller ikke vidste, hvad styrken bag ham blev udsat for. Han nåede frem til den russiske stilling og tog del i kampen dér, hvorefter han returnerede uden at gøre forsøg på at samle styrken og uden at bekymre sig om dens skæbne. Han udtalte bagefter, at det eneste, han kunne tænke på, var hans raseri over kaptajn Nolan, som han mente havde forsøgt at tage ledelsen af angrebet fra ham. Efter at være kommet tilbage fra dalen besluttede han, at der ikke var mere for ham at gøre, hvorfor han forbløffende koldblodigt forlod slagmarken og gik om bord på sin yacht i Balaclava havn for at nyde en champagnemiddag.
Han beskrev siden sin oplevelse af angrebet i en tale, som han holdt i Mansion House (City's borgmesters residens) i London, hvorfra store uddrag senere blev citeret i Underhuset: ”Vi angreb ned ad bakke over en strækning på en kilometer og blev bestandigt beskudt af kanonstillinger og geværild fra begge sider af dalen, til vi var 50 meter fra kanonerne for enden af dalen. Vi var således nærmest omringet af ild. Da vi red op ad bakken blev vi yderligere beskudt bagfra. Vi angreb artilleristerne og vore to forreste hold huggede et større antal russere ned. I de to hold, som jeg havde den ære at anføre, blev med en enkelt undtagelse alle officerer dræbt, såret eller fik deres hest dræbt eller såret. Disse to hold og de to følgende hold fortsatte med at hugge russere ned.
De blev fulgt op af et femte hold, som gennemførte afslutningen af det arbejde, vi andre havde påbegyndt. Jeg mener, at der her var tale om en stor succes, idet vore 670 ryttere trængte gennem det russiske kavaleri, som vi siden har erfaret bestod af ikke mindre end 5.240 mand. Herefter returnerede vi i en formation, som vi i militær fraseologi kalder ”tre og tre”, idet vi fortsatte med at hugge alt ned på vor vej. Da vi nåede tilbage til bakketoppen med de russiske kanoner, hvorfra vi havde indledt angrebet, blev vi udsat for den samme beskydning som på udturen. Et stort antal af vore ryttere blev ramt, og mænd og heste blev dræbt. Hertil kom, at mange af dem, som havde mistet deres heste og derfor var på vej tilbage til fods, også blev dræbt.
Jeg kan til sidst beskrive følelserne og holdningerne blandt dem, som nåede tilbage i sikkerhed. Af hvert hold var der nu blot en lille skare. To tredjedele af de deltagende ryttere var tabt. Jeg tror, at enhver, som var med i dette ulyksalige angreb ved Balaclava, og som var heldig nok til at slippe fra det med livet i behold, må føle, at han kun takket være en nådig tilskikkelse undgik, hvad der ellers så ud til at være den sikre død”.
Den Lette Brigade blev ikke totalt udslettet, men havde lidt et forfærdeligt tab i form af 188 dræbte og 127 sårede. Ved genopstilling af styrken havde kun 195 af de oprindelige 670 stadig deres hest. Angrebets dumdristige mod og nytteløshed fik den tilstedeværende franske feltmarskal, Pierre Bosquet, til at udbryde: ”Det var storslået, men det var ikke krig”. Citatet er længere, men ses sjældent, idet han fortsatte ”Det var galskab”. De russiske ledere hævdes at have udtalt, at de troede de angribende simpelthen var døddrukne. Lord Raglans adjudant skrev tre dage efter angrebet et brev til en ven, hvori han angav tabstallene, idet han dog ikke skelnede mellem dræbte og tilfangetagne.
Lord Raglans adjudant opgjorde tabstallene til:
"...
|              | Dræbte og savnede | Sårede |
| officerer    | 9                 | 12     |
| sergenter    | 14                | 9      |
| trompetister | 4                 | 3      |
| menige       | 129               | 98     |
| I alt        | 156               | 122    |

Tilsammen et tab på 278 mand.
"...Hertil kommer 335 heste, som blev dræbt i angrebet eller som efterfølgende måtte aflives på grund af deres sår. Det er siden kommet frem, at russerne tog en del af rytterne til fange, men det nøjagtige tal er ikke kendt”.
Det britiske kavaleris berømmelse steg yderligere efter dette angreb, medens det samme just ikke kan siges om dets generaler. Den tids langsomme postforbindelser gjorde, at nyheden om det ulyksalige angreb først blev kendt i London tre uger senere. Den britiske chefs beretninger fra fronten blev publiceret i ekstraudgave af The London Gazette den 12. november 1854. Heri placerede hærchefen, lord Raglan, ansvaret for angrebet på kavalerichef Lucan:
”...på grund af en misforståelse om at gå til angreb, havde Lucan følt sig tvunget til at gøre dette uden hensyn til risikoen, hvorfor han havde beordret generalmajor Cardigan til at rykke frem med Den lette Brigade”.
Lucan blev rasende over hermed at blive gjort til syndebuk og udtalte: Raglan hævder, at han (Lucan) skulle have udvist manglende dømmekraft, men helt frem til angrebet havde Raglan på intet tidspunkt tilladt ham (Lucan) handlefrihed, men derimod hele tiden insisteret på, at enhver ordre skulle følges til punkt og prikke”. Cardigan, som blot havde adlydt den modtagne ordre, bebrejdede derimod Lucan at have udstedt den. Cardigan vendte hjem til England som en folkehelt, hvor han blev forfremmet til generalinspektør for kavaleriet.
Lucan forsøgte at få offentliggjort et brev, hvori han punkt for punkt tilbageviste Raglans rapport i The London Gazette, men hans kritik af en overordnet blev ikke tolereret, og i marts 1855 blev han hjemkaldt. Den Lette Brigades angreb blev ved Lucans hjemkomst genstand for stor uenighed og diskussion i offentligheden. Han afviste kraftigt Raglans version af begivenheden og kaldte den for ”en plet på min professionelle ære”. I en offentlig udveksling af synspunkter i avisen ”The Times” lagde han skylden på Raglan og dennes afdøde adjudant, kaptajn Nolan. Sidstnævnte var den faktiske overbringer af den omdiskuterede ordre. Lucan forsvarede sit omdømme i en tale i Overhuset den 19. marts 1855. Han slap for at få pålagt ansvaret for angrebet og blev i juli samme år udnævnt til medlem af Bathordenen. Selv om han ikke siden kom i aktiv tjeneste, opnåede han generalrang i 1865 og blev forfremmet til feltmarskal året før sin død.
Den lette Brigades angreb har lige siden af militærhistorikere været fremhævet som et eksempel på, hvor galt det kan gå, når nøjagtige militære efterretninger ikke foreligger, og de givne ordrer er uklare. Winston Churchill, der selv var en erfaren militærhistoriker og kavalerist, insisterede på at bruge tid til at besigtige Balaclava slagmarken, da han i 1945 deltog i Jaltakonferencen på Krim.
De overlevendes videre skæbne blev undersøgt af militærhistorikeren Edward James Boys, som dokumenterede deres liv fra slaget til deres død. Hans beretning herom anses for at være et af de mest definitive projekter af sin art.
I 2004 afholdtes på 150-års dagen for angrebet en mindehøjtidelighed i Balaclava. Som en del af jubilæet afslørede HKH prins Michael af Kent (født i 1942 og barnebarn af George V) et monument over de 25.000 britiske deltagere i Krimkrigen.

## Alfred Tennysons digt
Under Krimkrigen var Alfred Tennyson kongelig hofpoet, poet laureate, og han beskrev gribende angrebet i sit digt ”The Charge of the Light Brigade”, der blev trykt den 9. december 1854 i avisen The Examiner. Ifølge Tennysons barnebarn Charles blev digtet skrevet få minutter efter, at lord Tennyson havde læst beskrivelsen af begivenheden i The Times. Digtet blev straks særdeles berømt og nåede også ud til tropperne på Krim, hvor det blev omdelt som flyveblad.
"Den Lette Brigades kavaleriangreb" (”The Charge of the Light Brigade”)
Af Alfred Tennyson
En kilometer, en kilometer,	

en kilometer frem, 

Alle sekshundrede red

de ind i Dødens Dal.

”Fremad, lette brigade!

Angrib kanonerne”, råbte han.

Alle sekshundrede red

de ind i Dødens Dal.

”Fremad, lette brigade!”

Mistede en enkelt modet?

Skønt kavaleristerne vidste,

at en chef her havde dummet sig,

stillede de ingen spørgsmål hertil.

De spurgte ikke: ”Hvorfor?”.

Deres job var blot at adlyde og dø.

Alle sekshundrede red

de ind i Dødens Dal.

Der var kanoner til højre for dem

og kanoner til venstre for dem

samt kanoner ret forude.

Skudsalver tordnede dem i møde

fyldt med granater og kugler.

Modigt red de alle sekshundrede

frygtløse ind i Dødens gab og 

Helvedets mund.

Deres dragne sabler blinkede

da de svingede i luften og

huggede kanonererne ned.

Her angreb de en hær,

medens verden så til.

Indhyllet i krudtrøg

gennembrød de fjendens linjer.

Kosakker og russere

flygtede rystede og splittede

for sabelhuggene.

Derpå vendte rytterne tilbage, 

men ikke længere sekshundrede. 

Der var kanoner til højre for dem

og kanoner til venstre for dem

samt kanoner ret bag dem.

Skudsalver tordnede dem i møde

fyldt med granater og kugler,

så heste og helte styrtede til jorden.

Af de som havde kæmpet så bravt	

gennem Dødens gab

og Helvedets mund

var kun halvdelen tilbage

af de seks hundrede som red ud. 

Hvordan skulle mindet om deres vilde ridt

nogensinde kunne falme?

Tænkte alle som så til.

Ære tilkommer det angreb de gjorde

og hæder vandt her den lette brigades

brave sekshundrede.
Oversættelse: Ove Hermansen, Kastrup

## Angrebet i medier og kultur

### Film
Den Lette Brigades angreb er filmatiseret flere gange:
- The Charge of the Light Brigade fra 1912 instrueret af J. Searle Dawley.
- Den Lette Brigades angreb fra 1936 af Michael Curtiz med Errol Flynn, Olivia de Havilland og David Niven. En Hollywoodfilm inspireret af Rudyard Kipling, hvilken fremstiller et mytologisk billede af britisk kolonialisme.
- Den Lette Brigades angreb fra 1968 af Tony Richardson med John Gielgud og Trevor Howard. Den var mere brutalt autentisk end sin forgænger.

### Musik
- Bandet Pearls Before Swine indspillede albummet Balaklava, inspireret af angrebet under slaget ved Balaklava, der indeholdt en optagelse af trompetisten Landfrey, der var en af de overlevende.
- Det britiske metal band Iron Maiden har lavet en sang om angrebet, The Trooper.
- Det amerikanske metal band Megadeth har lavet et instrumentalnummer, Into the Lungs of Hell, inspireret af angrebet.